# Marabu (karikaturista)
Marabu, eredeti nevén Szabó László Róbert (Bercel, 1962. március 1. –) magyar karikaturista és képregényrajzoló. Gyermekkora óta Vácott él.

## Életpályája
Könyvtár-magyar irodalom szakon végzett a szombathelyi Berzsenyi Dániel Tanárképző Főiskolán. Könyvtárosi pályáját feladva kezdett el rajzolgatni az 1980-as években, eleinte csak saját szórakoztatására. Akkoriban a képregényre, kedvenc műfajára még nem igazán volt vevő. A hobbi mellett újságkézbesítő munkát végzett. Az első publikált képregénye a szombathelyi Brrr Zseni Dániel TKF diáklapjában jelent meg 1985-ben. 1987-ben a Galaktika oldalain jelentkezett Hörpölin és Hupcihér fantasztikus kalandjaival. 1988 óta jelennek meg rajzai a sajtóban. A rendszerváltáskor megnőtt az igény a politikai karikatúrára. 1990 óta rendszeresen publikál. 1987-től Sz. L. R. szignóval jelentek meg a munkái, a Marabu művésznevet 1992 óta használja. 1997–2016 között a Népszabadság karikaturistája. 2010-ben három rajzolótársával elindította a Párkocka nevű képsorokat közlő weboldalt. 2017-től a Magyar Nemzet munkatársa.
Főbb műfajai: közéleti karikatúra, politikai vicc, szöveg nélküli karikatúra, blődli, geg, börleszk humor, csík képregény avagy képsor (comic strip). Képi világát a legömbölyített vonalak jellemzik.
Műveinek főbb megjelenési helyei: Népszabadság, HVG, Hócipő, Kretén, Krampusz, Ludas Matyi, Népszava, Párkocka, Pesti Vicc, Szabad Száj, Veszett Veréb.

## Művei

### Képregények
- Hörpölin és Hupcihér meg a védtelen hölgy (Galaktika 82, 1987)
- Hörpölin és Hupcihér: Vészriadó (Galaktika 83, 1987)
- Hörpölin és Hüpcihér: Kommandóakció (Galaktika 84, 1987)
- Hörpölin és Hüpcihér: Harmadik típusú találkozás(Galaktika 85, 1987)
- Hörpölin és Hüpcihér: A térkonstruktőr (Galaktika 86, 1987)
- Hörpölin és Hüpcihér: Fehér karácsony (Galaktika 87, 1987)
- Szivárvány havasán (Krampusz 4, 1990)
- Robin Hood és csapata (Krampusz 4, 1990)
- Na ne (Krampusz 4, 1990)
- Dr. X (Menő Manó 5, 1990)
- Dilidodó (Kretén 8-100, 1995–2009; színes újraközlés: Snoopy és barátai 17-27, 2003–2004)
- Az alkotás folyamata (Kretén 29, 1998)
- Doktor Fux (Kretén 36, 1999)
- Egy kis Kiss (Kretén 41-98, 2000–2009; író: Láng István és Marabu)
- Barbee és Ken (Kretén 46, 2000)
- Csöpögő könnycsöppök (Kretén 51, 91–92, 2001–2008)
- Barlangászat. A kalandsport. Bevállalod? (Kretén 74, 2005)
- Zoo (Kretén 80-94, 2006–2008)
- A Dodók nemi élete (Eduárd fapados képregényújság 4-7, Képes Kiadó 2006)
- Híres férfiak és a nők (Kretén 83, 2007)
- címlap (Buborékhámozó 3, 2007)
- Csöpögő könnycsöppök (Képregény Info 5, 2009 - az 5. Magyar Képregényfesztivál hivatalos kiadványa)
- Légyrésen Tóbiás kalandjai (Kretén 100, 2009)
- Best of nagyon sz@r szóviccek (Nero Blanco Comix 7, 2010)
- Hé, Dodó! (Nero Blanco Comix 8, 2010)

### Önálló kötetek
- Marabu album  (Semic Interprint, 1997)
- Sexy Pixy (Powerfresh (Egyesült Királyság), 2000)
- Hé, Dodó! Marabu Dodóskönyve (Adoc-Semic, 2006)
- Mi van, Dodó? Marabu második Dodóskönyve (Képregény.hu, 2009)
- Nahát, Dodó! Marabu harmadik Dodóskönyve (Nero Blanco Comix, 2016)
- Hé, Dodó! Marabu Dodóskönyve (újraszerkesztett kiadás, Nero Blanco Comix, 2017, majd újranyomás Fumax kiadó, 2019)
- Mi van, Dodó? Marabu második Dodóskönyve (újraszerkesztett kiadás, Nero Blanco Comix, 2017)
- Csöpögő könnycsöppök (Nero Blanco Comix, 2019)

## Díjai, elismerései
- Brenner-díj (1997)
- Magyar Sajtópáholy-tagság (2003)
- Alfabéta-díj (2006), (2007)  és (2010) a legjobb képsorért (Dilidodó)
- Joseph Pulitzer-emlékdíj (2007)
- Ombudsman ezüstérem (2011)
- Korcsmáros Pál-díj (2017)

## Idézetek
- „A számítógép elszáll, a papír megmarad.”

## Külső hivatkozások
- Marabu blogja
- Marabu honlapja
- Párkocka, Marabu és három másik grafikus közös képregényes honlapja Archiválva 2010. június 11-i dátummal a Wayback Machine-ben
- A poént nem lehet márványba faragni – Interjú. In: Hetek, 2009. október 30.
- Ritkán nevetek – Interjú. In: EMasa, 2010. július 23.
- Marabu Korcsmáros Pál-díjának tiszteletére -  2017. május 15.